# Дом моды (Грозный)
Дом моды — пятиэтажное здание в центре Грозного на перекрёстке проспекта Победы и улицы Мира, строительство которого было завершено в октябре 1968 года. Прежде на этом месте располагался частный дом, до Октябрьской революции принадлежавший зажиточному казаку Шерстобитову. Во время Стодневных боёв в здании располагался один из укреплённых пунктов бичераховцев.
Здание было построено из кирпича, стекла и бетона. В нём работали магазин одежды, швейная мастерская, оснащённая современным на тот момент оборудованием, салон демонстрации мод. В вестибюле располагался небольшой фонтан, в котором плавали золотые рыбки.
После распада СССР швейное предприятие, располагавшееся в Доме моды, разорилось и в нём начали работать множество мелких частных предпринимателей. В годы первой и второй чеченских войн здание сильно пострадало, от него остались только стены и перекрытия. После окончания военных действий здание было восстановлено.